# Die Kirche
Die Kirche (in Eigenschreibweise auch: „dieKirche“) ist eine wöchentlich erscheinende evangelische Kirchenzeitung. Gegründet 1945 in und für Groß-Berlin, unterlag diese Wochenzeitung nach der Teilung der Stadt ebenfalls einer Aufspaltung sowie einer Namensänderung für die Ausgaben in West-Berlin. Erst seit 2003 erscheint sie wieder unter dem gemeinsamen Namen Die Kirche als offizielles evangelisches Kirchenblatt für Berlin-Brandenburg und die schlesische Oberlausitz.

## Geschichte
Die Kirche erschien erstmals am ersten Advent nach Ende des Zweiten Weltkriegs, also am 2. Dezember 1945. Erster Chefredakteur („Schriftleiter“) war Kurt Böhme. Die erforderliche Presselizenz durch eine Besatzungsmacht stammte von der amerikanischen Militärregierung, als Verbreitungsgebiet war Groß-Berlin vorgesehen. Mit dem Zusammenbruch der Viermächte-Verwaltung Berlins im Zeichen des beginnenden Kalten Krieges musste die Ostausgabe der Kirche abgespalten und neu lizenziert werden. In West-Berlin firmierte die Die Kirche dann als Berliner Sonntagsblatt, dessen Herausgeberin und Eigentümerin bis 1994 der „Westbereich“ der Evangelischen Kirche Berlin-Brandenburg war.
In der DDR erschienen fünf evangelische Wochenzeitungen, drei davon für die lutherischen Kirchen (Mecklenburgische Kirchenzeitung, Der Sonntag in Sachsen und Glaube und Heimat in Thüringen), Die Kirche für die Kirchen der Union und die Potsdamer Kirche für die Evangelische Kirche Berlin-Brandenburg. 1988 wurde Die Kirche genau wie die anderen evangelischen Kirchenzeitungen in der DDR mehrmals durch das Presseamt zensiert. Die Nr. 16 und 17 des Jahres 1988 erschienen überhaupt nicht, da die Berlin-Brandenburger Kirchenleitung die Zensur nicht hinnehmen wollte.
Nach der deutschen Wiedervereinigung kam es Anfang der 1990er zum Zusammenschluss von Berliner Sonntagsblatt und Potsdamer Kirche, die die Umbenennung in Berlin-Brandenburgisches Sonntagsblatt zur Folge hatte. Weitere Fusionen bzw. Kooperationen für die gemeinsame Nutzung des Mantels folgten, die zum Teil aber später wieder aufgegeben wurden. 1995 ging sie in das Eigentum des Wichern-Verlags über; um- bzw. rückbenannt in Die Kirche – Evangelische Wochenzeitung wurde sie 2003.
Ihr Verbreitungsgebiet umfasst nun das vollständige Gebiet der Evangelischen Kirche Berlin-Brandenburg-schlesische Oberlausitz. Im 3. Quartal des Jahres 2017 hatte die Wochenzeitung eine Gesamtauflage von 7762 Exemplaren, bei einer verkauften Auflage von 5966 Exemplaren, davon 5789 an Abonnenten. Im 2. Quartal 2023 betrug die verkaufte Auflage (inklusive ePaper) 4364 Exemplare bei 4241 Abonnenten.

## Inhalt und Gestaltung
Die Kirche enthält wöchentlich auf 16 Seiten aktuelle Berichte, Reportagen und Interviews aus dem Kirchenleben Berlins, Brandenburgs und der schlesischen Oberlausitz. Darüber hinaus berichtet sie über die Evangelische Kirche in Deutschland, andere Landeskirchen und die weltweite Ökumene. Regelmäßige Rubriken sind Veranstaltungshinweise, Gottesdienstplan, Personalien, Nachrufe und Leserbriefe. Ein Schwerpunkt liegt in den 50-teiligen ganzseitigen Orientierungskursen Glaube sowie Diakonie.
Die Zeitung erscheint im Zeitungsformat 315 × 470 mm und wird farbig im Rollenoffset gedruckt. Zu DDR-Zeiten erschien die Zeitung schwarz-weiß.